# Новое Залядье
Но́вое Заля́дье (бел. Новае Заляддзе) — посёлок в Великонемковском сельсовете Ветковского района Гомельской области Республики Беларусь.

## География

### Расположение
В 50 км на северо-восток от Ветки, 72 км от Гомеля, 1 км от государственной границы с Россией. На севере граничит с лесом.

### Гидрография
Река Беседь (приток реки Сож).

## Транспортная сеть
Транспортные связи по просёлочной, затем автомобильной дороге Светиловичи — Гомель. Планировка состоит из прямолинейной улицы, ориентированной с юго-запада на северо-восток, к которой на севере присоединяется с юго-востока короткая прямолинейная улица. Застройка двусторонняя, неплотная, деревянная, усадебного типа.

## История
Основан в начале 1920-х годов на бывших помещичьих землях переселенцами из соседних деревень. В 1930 году жители вступили в колхоз. 10 жителей погибли на фронтах Великой Отечественной войны. В 1959 году в составе совхоза «Немки» (центр — деревня Великие Немки).

## Население

### Численность
- 2004 год — 9 хозяйств, 15 жителей.

### Динамика
- 1940 год — 43 двора, 190 жителей.
- 1959 год — 248 жителей (согласно переписи).
- 2004 год — 9 хозяйств, 15 жителей.